# Baby Boom (sång)
"Baby Boom", text av Magnus Uggla och musik av Magnus Uggla och Anders Henriksson, är en poplåt som Magnus Uggla framförde på albumet 35-åringen. Sångtexten speglar en samtid där högkonjunktur rådde i Sverige och barnafödandet ökade. Alla i Magnus Ugglas umgänge skaffade också barn under denna period, och överallt talades barn. Recensenterna tyckte det var ett grovt övertramp, men Magnus Uggla menade 2002 att han aldrig träffat en tjej som tagit illa upp.
Singeln låg som bäst på 15:e plats på den svenska singellistan.
Melodin testades på Trackslistan, där den låg i fem veckor under perioden 2 december 1989–6 januari 1990, med 12:e plats som bästa placering. Melodin testades också på Svensktoppen, där den låg i 14 veckor fram till den 1 april 1990.

## Listplaceringar
| Lista (1989-1990) | Position |
| ----------------- | -------- |
| Sverige           | 15       |